# 地角蟾属
地角蟾属（学名：Pelobatrachus），是无尾目角蟾科角蟾亚科的一个属，分布于东南亚地区。本属曾长期被视为角蟾属（Megophrys）的同物异名，2021年研究人员恢复为有效属。

## 属征
身体中到大型，雄性平均体长（SVL）>40mm，身体粗壮；头部略扩大和凹陷；吻尖或平截，吻突有或无；具上颌齿，犁骨齿有或无；上眼睑外缘延伸为尖的三角形角状突，或上眼睑外缘无突起但有角状疣粒；颞区延长；鼓膜小，明显，远离后眼角；颞褶狭窄，在鼓膜上明显或稍弯曲；头后具横向褶；背中央无肤褶；背侧褶有或无；下颌无齿；指上无关节下瘤；繁殖期雄性具婚垫/棘。

## 物种
截止2023年5月，Amphibian Species of the World（ASW）收录本属7种：
- 巴卢角蟾 Pelobatrachus baluensis  (Boulenger, 1899)
- Pelobatrachus edwardinae  (Inger, 1989)
- 加里曼丹角蟾 Pelobatrachus kalimantanensis  (Munir, Hamidy, Matsui, Iskandar, Sidik, and Shimada, 2019)
- Pelobatrachus kobayashii  (Malkmus and Matsui, 1997)
- Pelobatrachus ligayae  (Taylor, 1920)
- 三角枯葉蛙 Pelobatrachus nasutus  (Schlegel, 1858)
- Pelobatrachus stejnegeri  (Taylor, 1920)